# Isochromodes jodea
Isochromodes jodea là một loài bướm đêm trong họ Geometridae.